# Rafael Orozco
Rafael Orozco (ur. 24 stycznia 1946 w Kordobie, zm. 24 kwietnia 1996 w Rzymie) – hiszpański pianista.

## Życiorys
Ukończył konserwatorium w Kordobie, w latach 1960–1964 uczęszczał natomiast do konserwatorium w Madrycie. Od 1963 do 1964 roku kształcił się dodatkowo u Alexisa Weissenberga w Accademia Musicale Chigiana w Sienie. Zdobył II nagrodę w konkursie pianistycznym w Vercelli (1964), oraz I nagrodę w Międzynarodowym Konkursie Pianistycznym w Leeds (1966). Wielokrotnie występował z recitalami i koncertami w różnych krajach. Zasłynął przede wszystkim jako interpretator repertuaru romantycznego, w tym utworów de Falli i Albéniza oraz koncertów Rachmaninowa.